# Aşıklar, Ilgaz
Aşıklar là một xã thuộc huyện Ilgaz, tỉnh Çankırı, Thổ Nhĩ Kỳ. Dân số thời điểm năm 2010 là 45 người.